# Нижньодівицьк (село)
Нижньодівицьк (рос. Нижнедевицк) — село у Нижньодівицькому районі Воронезької області Російської Федерації.
Населення становить 5839 осіб (2010). Входить до складу муніципального утворення Нижньодівицьке сільське поселення. Адміністративний центр району.

## Історія
Населений пункт розташований у історичному регіоні Чорнозем'я. Від 1928 року належить до Нижньодівицького району, спочатку в складі Центрально-Чорноземної області, а від 1934 року — Воронезької області.
Згідно із законом від 15 жовтня 2004 року входить до складу муніципального утворення Нижньодівицьке сільське поселення.

## Населення
| 1959 | 1970  | 1979  | 1989  | 2002  | 2010  |
| ---- | ----- | ----- | ----- | ----- | ----- |
| 3445 | ↗5297 | ↗6082 | ↗6736 | ↘6409 | ↘5839 |